# Kris
El kris o keris es una daga distintiva, asimétrica indígena de Indonesia, Malasia, Brunéi, Tailandia meridional y las Filipinas meridionales. 
Arma y a la vez objeto espiritual, los krises se consideran a menudo que tienen una esencia o presencia, siendo algunas cuchillas portadoras de buena suerte y otras de mala para el que las posee.
Los krises se han distribuido desde la isla de Java a muchas partes del archipiélago de Indonesia, tales como Sumatra, Bali, Lombok, Sumbawa, Célebes del sur, Borneo y las áreas asiáticas surorientales nombradas anteriormente.